# Daniel Schell

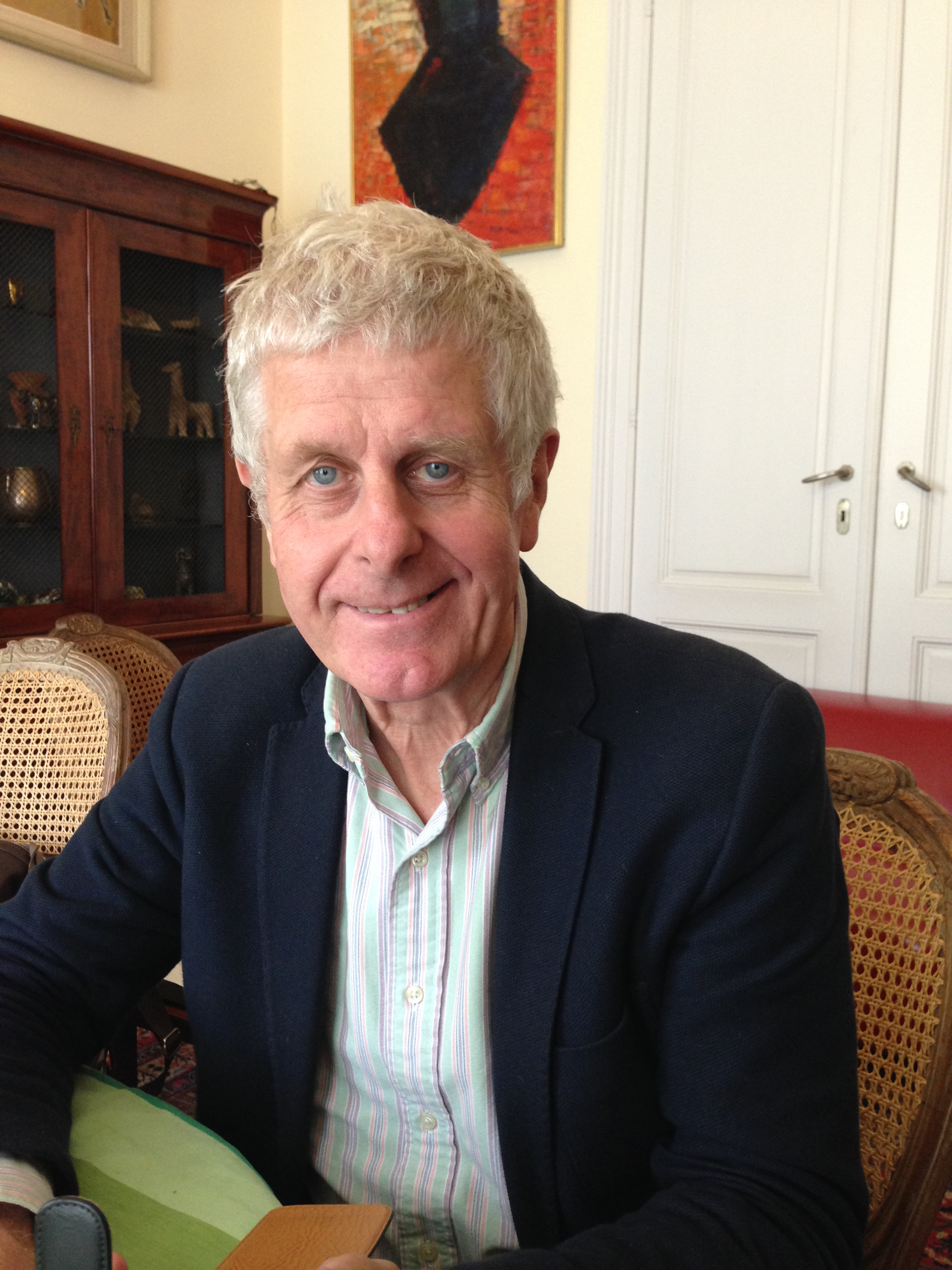
Daniel Schell

Daniel Schell, geboren als Daniel Schellekens (1944, Elsene) is een Belgische muzikant, gitarist, componist en wiskundige.
Schell is gepassioneerd door muziek en wiskunde. Hij geeft ook les in gitaar-tappingtechnieken. Als componist is hij vaak minimalistisch en mengt hij avant-garde met populaire folkmuziek, maar hij speelde en componeerde ook traditionelere muziek.

## Levensloop
Schell studeerde voor burgerlijk ingenieur aan de Université libre de Bruxelles en daarna operationeel onderzoek en toegepaste wiskunde aan de London School of Economics. Muziek studeerde hij aan de academie in Elsene en Ukkel, gitaar bij Olivier Morand, fluit bij Octave Grillard en harmonie en compositie bij André Vandernoot en Ronald Zolman. Hij verkende Indiase muziek bij Ashok Pathak, Dhruba Ghosh en Pandit Jasraj.
In het begin van de jaren zeventig speelde Shell in de groep Classroom, die een jazzy rockfusion speelde, daarna richtte hij Cos op. Met deze progressieve rockgroep zouden van 1974 tot 1983 vijf albums verschijnen.
In 1980 werkte hij samen met Dick Annegarn aan het album Egmont, een impressie van de muziek van de Lage Landen.
Eind jaren tachtig, begin jaren negentig speelde Schell in het kamer-ensemble Ensemble Karo, waarvan de albums If Windows They Have (1987), The Secret of Bwlch (1991) verschenen bij Crammed Discs, en bij Materiali Sonori het album Gira Girasole (1995), dat variaties op Italiaanse folknummers bevat.
Schell componeerde na zijn ontmoeting met Amélie Nothomb de opera's Hygiène de l'Assassin, gecreëerd in Brussel in 1995, Les Combustibles (Parijs, 1997) en Le Sabotage Amoureux van dezelfde auteur.
Hij werkte ook met Indiase muziek, wat werken opleverde zoals A Concerto for Sarangi and Strings.
Schell componeerde ook de pianostudies Quelques Beaux Carreaux (1983), het elektro-akoestisch sextet L'Enfoui Fuit (1990), The Travelling Musician (Boedapest, 2000) voor koperkwintet "Brass in the Five" onder leiding van Gergely Vajda, Optimal Studies (2000), een verzameling duetten, trio's, kwartetten en kwintetten voor diverse groepen instrumenten, het Ishango Oratorio (2002, voor het Choeur de Namur) voor gitaar, saxofoon, bas, vertellende stem, koor, Afrikaanse percussie, dat jazz, klassieke en etnische muziek mengt. Andere composities zijn 3 Brani voor het Trio Harmonia, een houtblazerkwintet L'Art d'Assis, vocaal kwintet Funtana, vioolsonata Cecilia Affasciniate. In 1997 creëerde hij voor het festival "Gestes et Musiques" van France Musique Caro Trio Improvisatore voor klarinet. In 1998 kwam er le Chante du San Serafino voor sopraan en kwintet, op teksten van Pascale Tison. Gira Girasoli
Een typisch instrument van Daniel Schell is de tapgitaar of tiptar. Daniel zette daarin zijn eerste stappen met Emmett Chapman, die hij in 1980 ontmoette. Later ontwikkelde hij methodes om het lezen en spelen ervan te verbeteren. Hij beschreef methodes in een boek My Space, My Time, en leidt "E-Tap, European Tap Seminar".
In het begin van de jaren 90 creëerde hij met Pierre Narcisse, de 'Sangit Academy voor klassieke Indische muziek, waar hij regelmatig les geeft om zijn "My Space, My Time" pedagogisch concept te ontwikkelen. Hij bestudeerde er met Pandit Ashok Pathak het Indische raga-systeem, later studeerde hij nog bij Dhruba Ghosh, waarna hij "Practice of Indian Music" schreef. Verschillende meesters bezochten regelmatig de school en Schell heeft velen vergezeld op concerten.
In zijn eigen onderzoek ging hij wiskunde en harmonie combineren, onder vorm van een "carreaux"-taal, een soort optimale geometrische betegeling. Het procedé kon toegepast worden in het maken van harmonie of in de omvorming van populaire (Italiaanse) en antieke (Indisch, Gregoriaanse) melodieën, en is in zijn recent werk gebruikt. Dit werk betrok hem in verschillende onderzoeksinstellingen, waaronder het Ircam, onder leiding van David Wesel. In 2000 vroeg het EURO, de Association of European Operational Research Societies, hem een aantal werken om de optimaliteit in de muziek te illustreren.